# فيرنر اولسن
فيرنر اولسن (بالنرويجية البوكمول: Werner Olsen)‏ هو مهندس معماري نرويجي، ولد في 1600، وتوفي في 1682 في Sør-Fron ‏ في النرويج.